# Hammam Righa
Hammam Righa là một đô thị thuộc tỉnh Aïn Defla, Algérie. Dân số thời điểm năm 2002 là 7.133 người.